# Carcere della Mainolda
Il carcere della Mainolda era una prigione di Mantova, ubicata nel centro storico, tra vicolo Mainolda e vicolo Storta.

## Storia

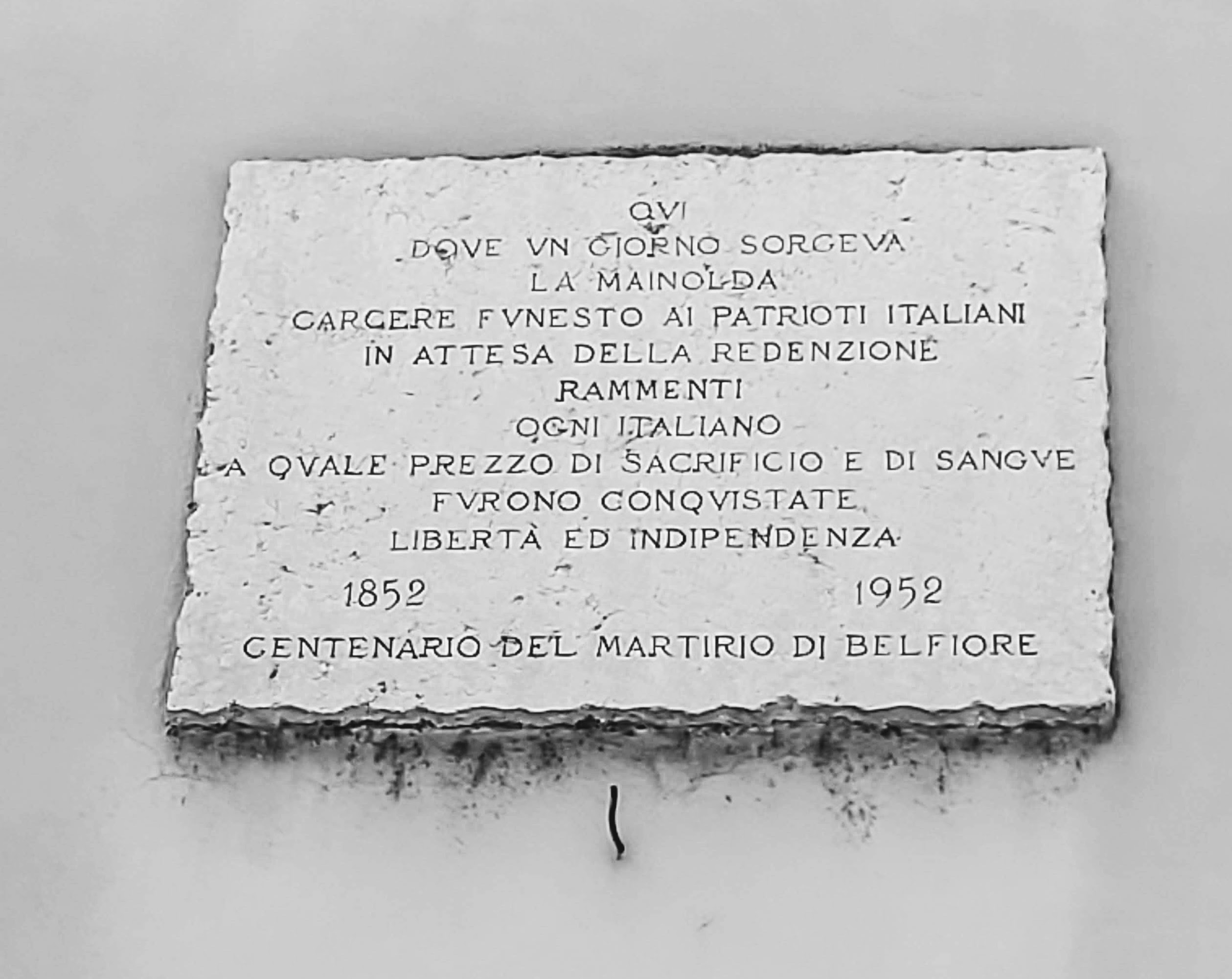
Lapide commemorativa dei Martiri di Belfiore

L'edificio che, agli inizi dell'Ottocento, ospitò il luogo di detenzione, appartenne prima alla nobile famiglia dei Mainoldi (Palazzo Mainoldi) e quindi alla famiglia dei Nobili Gonzaga, un ramo cadetto dei Gonzaga di Mantova. Venne loro requisito dagli austriaci nel 1760 a scopi militari, e divenne dopo il 1815 carcere politico, uno dei più duri e malsani della città.
Qui furono carcerati alcuni dei Martiri di Belfiore.
Il 16 giugno 1883, sulle rovine del carcere, fu inaugurato il Teatro Arnoldi, costruito dall'architetto Gaetano Arnoldi e commissionato dal banchiere Cesare Bonoris.
Attualmente l'edificio è adibito a uso civile ed è ancora visibile una torretta dalle fattezze medioevali, le cui inferriate alle finestre testimoniano la destinazione carceraria. Una lapide in marmo ricorda il martirio di Belfiore.

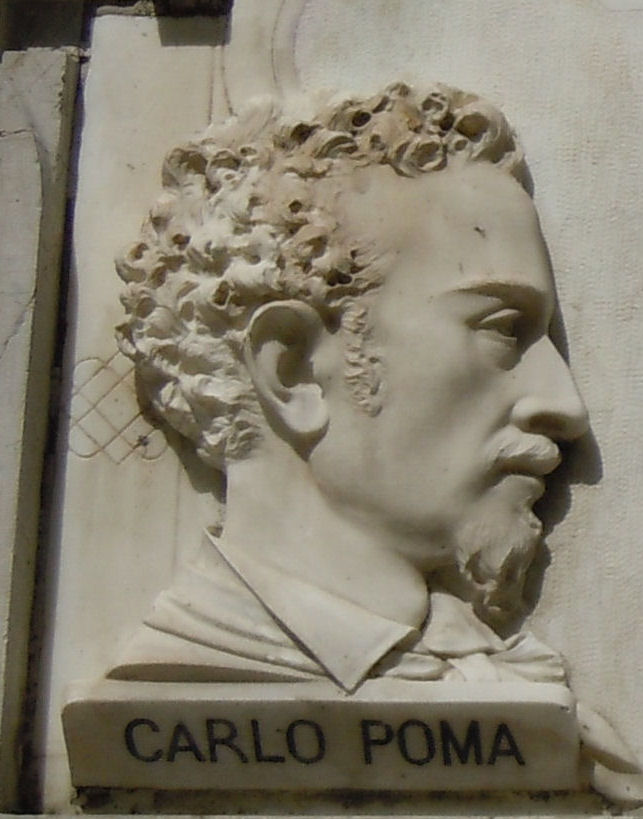
Carlo Poma, particolare del Monumento ai Martiri di Belfiore a Belfiore

## Detenuti famosi
- Carlo Poma (1823-1852),[8][9] uno dei Martiri di Belfiore, impiccato il 7 dicembre 1852;
- Pietro Frattini (1821-1853), uno dei Martiri di Belfiore,[10] impiccato il 19 marzo 1853;
- Tito Speri (1825-1853), patriota, uno dei Martiri di Belfiore, impiccato il 3 marzo 1853;[11]
- Giuseppe Finzi (1815-1886), patriota;[12]
- Luigi Pastro (1822-1915), patriota.[13]